# Fosforbronze
Fosforbronze eller fosforbronce er et medlem af familien af kobberlegeringer. Det er sammensat af kobber, der er legeret med 0,5-11% tin og 0,01-0,35% fosfor, og kan indeholde andre grundstoffer for at give specifikke egenskaber (fx bly ved 0,5-3,0% for at danne fritbearbejdende fosforbronze). Legeret tin øger korrosionsbestandigheden og styrken af kobber, mens fosfor øger dets slidstyrke og stivhed.
Disse legeringer er bemærkelsesværdige for deres sejhed, styrke, lave friktionskoefficient og fine korn. Fosforen reducerer viskositeten af den smeltede legering, hvilket gør det nemmere og renere at støbe og reducerer korngrænser mellem krystallitter. Det blev oprindeligt formuleret af belgieren Georges Montefiore-Levi.